# 北馬其頓飲食

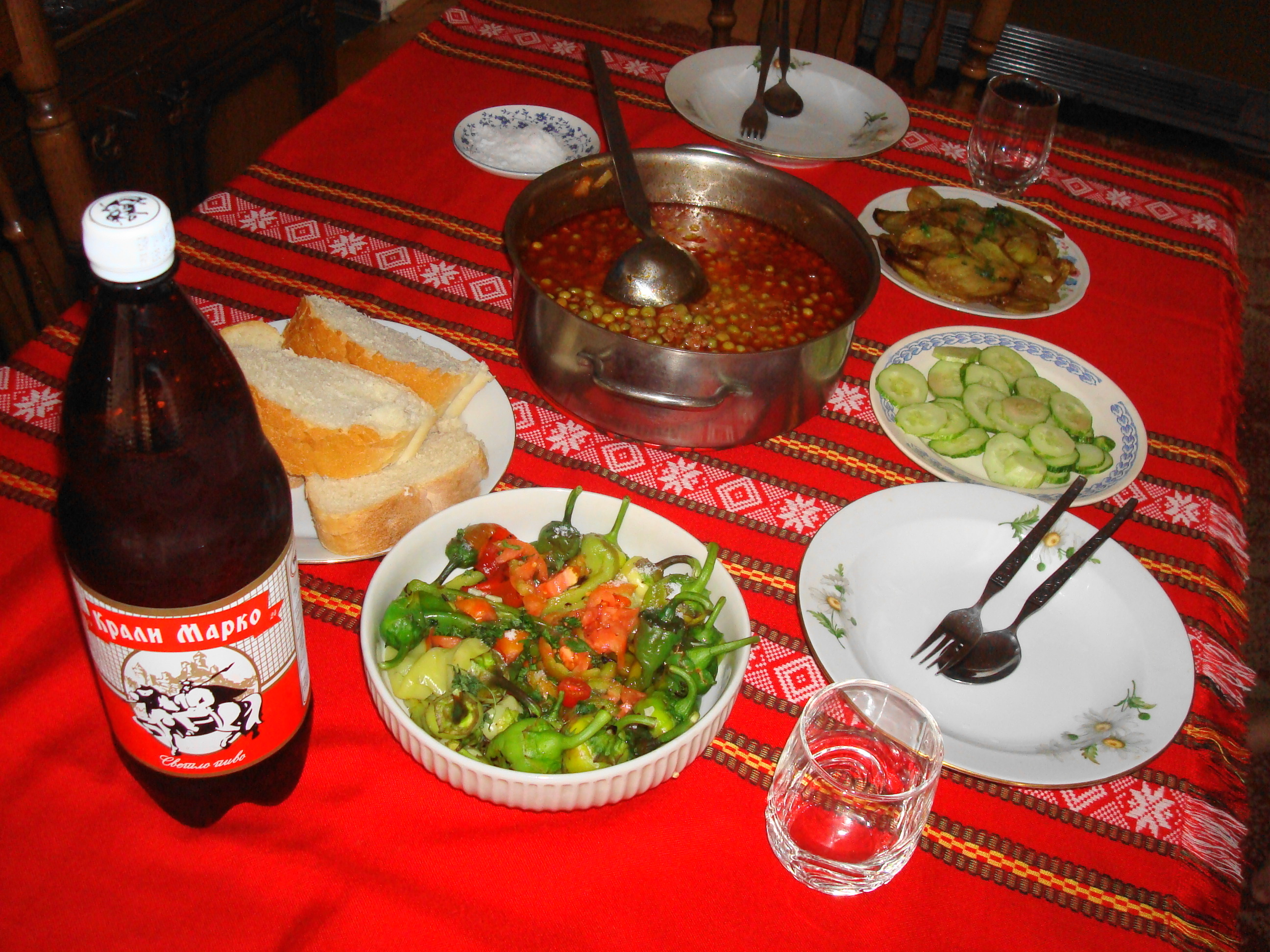
传统北馬其頓菜肴

北馬其頓飲食是巴爾幹飲食的一種。北馬其頓飲食受到地中海各国和中東国家的影響，此外也受到一些義大利、德國和東歐（特別是匈牙利）飲食文化的影響。
北馬其頓相對溫暖的氣候提供了蔬菜、藥材和水果良好的生產條件。北馬其頓的葡萄酒和酒類飲料也有很高品質。北馬其頓人較多食用的肉類是牛肉、羊肉和雞肉。乳香酒被認為是北馬其頓的國酒。

## 外部連結
- Macedonian food, cuisine and recipes blog（页面存档备份，存于）
- Macedonian Cuisine, cuisine and recipes portal
- Macedonian Cuisine, food recipes